# Dainis Krištopāns
Dainis Krištopāns (Ludza, 1990. szeptember 27. –) lett válogatott kézilabdázó, jobbátlövő. Jelenleg a német MT Melsungen játékosa.

## Pályafutása

### Klubcsapatokban
Dainis Krištopāns hazájában, a Latgols Ludzában kezdte pályafutását. 2009-ben szerződött a szlovák élvonalbeli Tatran Prešov csapatához, ahol 2010-ben, 2011-ben, 2012-ben, 2013-ban, 2014-ben és 2015-ben is megnyerte a bajnokságot és az országos kupát. Emellett csapatával rendszeresen részt vett a SEHA-ligában. A regionális kézilabda bajnokságban többször is a négyes döntőben játszhatott az eperjesiekkel, a 2013-14-es szezonban 17 találkozón 93 gólt szerzett a sorozatban. 2015 nyarán igazolt a fehérorosz Meshkov Breszthez. 2016-ban bajnok lett a csapattal. 2017 nyarán a macedón Vardar Szkopje játékosa lett. 2019 januárjában a francia Paris Saint-Germain bejelentette, hogy 2020 nyarától Krištopāns a klub játékosa lesz. A Vardarral a 2018-2019-es szezonban ugyan Bajnokok Ligáját nyert, de a klub folyamatos anyagi gondjai miatt 2020 februárjában felbontotta a szerződését, és távozott a klubtól. A 2019-2020-as idény hátralevő részében a német Füchse Berlinben kézilabdázott, majd a francia bajnok Paris Saint-Germainhez igazolt. Három megszerzett francia bajnoki cím után igazolt a német MT Melsungen csapatához.

### A válogatottban
A lett válogatottban 2013-ban mutatkozott be. A 2015-ös férfi kézilabda-világbajnokság selejtezőin a góllövőlista hatodik helyén végzett 33 találatával.
2020-ban a lett válogatott először kvalifikálta magát világversenyre, a 2020-as Európa-bajnokságra. A csoportból nem sikerült továbbjutniuk, Krištopāns volt a csapat legeredményesebb játékosa a három mérkőzésen lőtt 21 góljával.

## Sikerei, díjai
Vardar Szkopje
- Macedón bajnok: 2018, 2019
- Bajnokok Ligája-győztes: 2018–19
- SEHA-liga-győztes: 2017–18, 2018–19

Paris Saint-Germain
- Francia bajnokság győztese: 2021, 2022, 2023